# Eutropiichthys salweenensis
Eutropiichthys salweenensis är en fiskart som beskrevs av Carl J. Ferraris, Jr. och Richard P. Vari 2007. Eutropiichthys salweenensis ingår i släktet Eutropiichthys och familjen Schilbeidae. IUCN kategoriserar arten globalt som otillräckligt studerad. Inga underarter finns listade i Catalogue of Life.